# Wes Craven präsentiert Dracula III – Legacy
Wes Craven präsentiert Dracula III – Legacy ist ein US-amerikanischer Horrorfilm aus dem Jahr 2005. Es ist nach Wes Craven präsentiert Dracula aus dem Jahr 2000 und Wes Craven präsentiert Dracula II – The Ascension aus dem Jahr 2003 der dritte und letzte Teil der Reihe.

## Handlung
Der Film setzt dort fort, wo sein Vorgänger Wes Craven präsentiert Dracula II – The Ascension endete. Dracula ist mit Elisabeth, die sich am Ende von Teil 2 in einen Vampir verwandelt hat, nach Transsilvanien gereist. Der Vampirjäger Pater Uffizi und sein neuer Gehilfe Luke, der einzige Überlebende aus Teil 2, begeben sich nun ebenfalls nach Rumänien, um Dracula zu vernichten und Lukes Freundin Elisabeth zu befreien. Dort herrscht allerdings ein Bürgerkrieg, das Land steht unter der Kontrolle der NATO, solange die Lage kritisch ist und die Rebellen weiterhin gegen die provisorische Regierung kämpfen. Schon bald finden sie heraus, dass in den Dörfern des Landes mit Menschen gehandelt wird, die als Nahrung zu Draculas Schloss gebracht werden. Die Vampire sind auf die Menschen angewiesen, weil sie sich bei Tageslicht nicht bewegen können. Da allerdings die Zahl der Vampire zu- und die Zahl der Menschen abnimmt, wird der Radius der Menschenjagd immer größer. In Begleitung der Fernsehreporterin Julia kämpfen sich die beiden Jäger durch Horden von Vampiren und erreichen schließlich Draculas Schloss. Im Schlusskampf vernichtet Pater Uffizi Dracula, während Luke Elisabeth findet und ihr seine Liebe gesteht. Da sie aber bereits eine Vampirin ist, tötet er sie, nachdem sie ihn darum bittet. Luke verlässt das Schloss bei Sonnenaufgang, während Pater Uffizi auf dem Thron von Dracula mit der zur Vampirin verwandelten Julia sitzt. Uffizi ist nun der neue Vampirkönig.

## Kritiken
- Lexikon des internationalen Films: „… dramaturgisch schlicht, allenfalls für eingefleischte Genre-Freunde von Interesse“[1]